# Lille Comics Festival

Logo du Lille Comics Festival

Le Lille Comics Festival, étalé sur deux jours, a lieu lors de la première moitié de novembre à Lille. Créé en 2006, il est organisé par l'association lilloise Art Themis, il vise en premier lieu les passionnés de bandes dessinées anglo-saxonnes (les comics) mais attache également une certaine importance à l'école franco-belge et au manga. Outre, les dédicaces, il offre la possibilité de compléter ses collections grâce à la présence de vendeurs d'anciens, et parfois rares, numéros. Il y eut un précédent sur la métropole lilloise en 1989 et 1990, lors du festival organisé par Jean Wacquet, qui accueillit pour la première fois en France des auteurs de comics.
Le Lille Comics Festival a été cité parmi les cent évènements à ne pas rater, de Lille et de ses environs, dans un numéro récent de L'Express.
Il devient Roubaix Comics Festival en 2019.

## Lieu

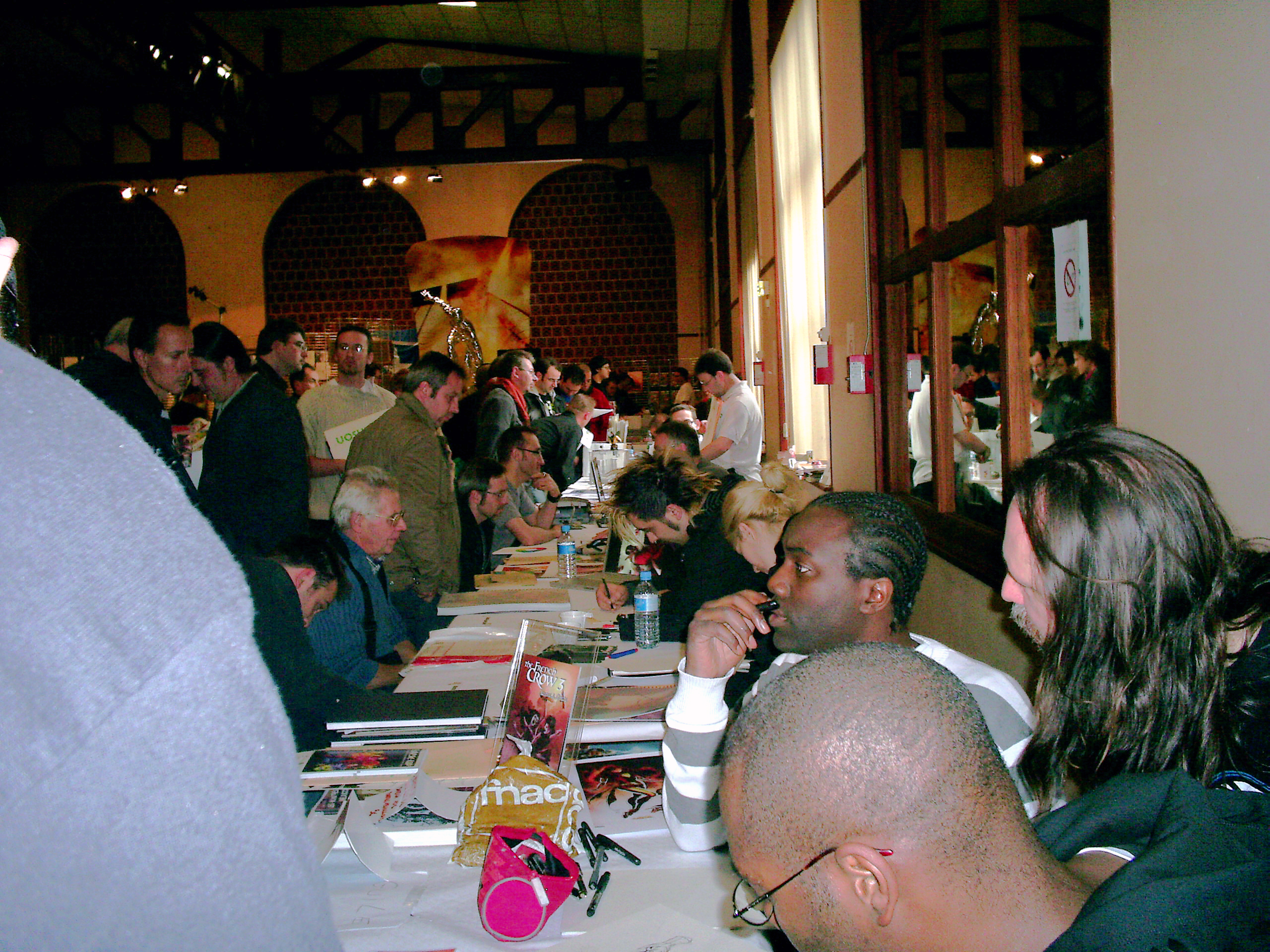
Vue d'une partie du Lille Comics Festival 2007

Jusqu'en 2009, le festival avait lieu dans le Vieux-Lille. Pour ses 5e et 6e éditions, il se relocalisa au cœur de la ville, jouxtant ainsi le Théâtre Sébastopol, avant de s'installer au sein de la gare de Lille-Saint-Sauveur, tout en retardant sa 7e édition de quelques mois afin de s'inscrire dans l'épilogue du programme culturel Lille Fantastic.

De nombreux visiteurs et professionnels viennent également de Grande-Bretagne, Belgique, Pays-Bas et d'Allemagne du fait de la position frontalière et de la situation de nœud de communications autoroutières de Lille. Le festival a aussi l'avantage d'être au centre d'une « triangulaire européenne » puisque près de trois grandes capitales grâce à l'Eurostar (à 1h20 de Londres, 35 minutes de Bruxelles et 1 heure de Paris).

## Évènements et animations
Depuis 2007, le prix Seth Fisher (en hommage au dessinateur éponyme) est décerné à un dessinateur pour l'ensemble de son œuvre. De plus, le Lille Comics Festival est ponctué par de multiples animations, (principalement axées sur les super-héros mais pas exclusivement) : expositions, interviews, conférences, démonstrations, présence de fans passionnés de Star Wars costumés, tournoi de jeux vidéo et ateliers de dessins pour les enfants mais aussi quiz et concours de cosplay.
Le festival organise aussi toujours quelques séances de dédicaces chez des partenaires commerciaux et institutionnels, le jeudi et le vendredi précédant celui-ci.

## Dates et site
| Dates                           | Site                        | Festivaliers          | Liste non exhaustive des auteurs | Notes                                                                          |
| ------------------------------- | --------------------------- | --------------------- | --- | ------------------------------------------------------------------------------ |
| 8-9 décembre 2006               | Halle aux Sucres            | 200                   | David Billoir, Mike Carey, David Cerqueira, Grégory Charlet, D'Israeli, Jamie Delano, Glenn Fabry, Adi Granov, Guile, Éric Hérenguel, Jock, Roger Langridge, Dom Reardon, Paul Renaud, Liam Sharp, Emma Simcock Tooth, Bryan Talbot, Chris Weston | également appelé Festival lillois de la bande dessinée anglo-saxonne           |
| 3-4 novembre 2007               | Halle aux Sucres            | 900                   | David Billoir, Philippe Cardona, Grégory Charlet, Alan Davis, Nicolas Demare, Marko Djurdjevic et sa femme, Jelena Kevic Djurdjevic, Guile, Gene Ha, Stéphanie Hans, Éric Hérenguel, Barry Kitson, John Mc Crea, Gérald Parel, Paul Renaud, Florence Torta, TTAM2M0, Damien Vanderstraeten, Phil Winslade, Benjamin Zhang Bin | Prix Seth Fisher remis à Alan Davis                                            |
| 1-2 novembre 2008               | Halle aux Sucres            | 1400                  | Charlie Adlard, Simon Bisley, Doug Braithwaite, Andy Brown, Philippe Cardona, Nicolas Demare, François Duprat, Glenn Fabry, Adi Granov, Sylvain Guinebaud, Niko Henrichon, Frazer Irving, Barry Kitson, Chris Malgrain, Mauricet, Sean Phillips, Cyril Pontet, Paul Renaud, Florence Torta, Vanyda, Phil Winslade | Prix Seth Fisher remis à Simon Bisley                                          |
| 31 octobre et 1er novembre 2009 | Halle aux Sucres            | 1100                  | David Aja, Mitch Breitweiser, Fred Beltran, Nicolas Demare, Anthony Dugenest, Gary Erskine, Michael Golden, Sylvain Guinebaud, Stéphanie Hans, Niko Henrichon, Hobé, Karl Kerschl, Barry Kitson, Michael Lark, Laurent Libessart, Chris Malgrain, Mauricet, Pierre Minne, Gérald Parel, Ramon Perez, Cyril Pontet, Cameron Stewart, Mark Texeira, Virginie Vidal, Phil Winslade, Renée Witterstaetter | Prix Seth Fisher remis à Michael Golden                                        |
| 13-14 novembre 2010             | « Le Gymnase »              | 1400                  | Ancestral Z, Gilles Aris, Philippe Briones, Giuseppe Camuncoli (it), Yıldıray Çınar, Nicolas Demare, Andy Diggle, Anthony Dugenest, Gary Erskine, Chris Evenhuis, RM Gera, Aurélien Guilbert, Stéphanie Hans, Niko Henrichon, David Hine, Julien Hugonart-Bert, JHB, Jock, Jonat, Denis Joyeux, Barry Kitson, Laurent Libessart, Mike McMahon, John Mc Crea, Chris Malgrain, Samuel Ménétrier, Pierre Minne, Romano Molenaar, Ottami, Gérald Parel, Cyril Pontet, Joe Quinones, Frank Quitely, Paul Renaud, Esad Ribic, Philippe Simon, Kid Toussaint, J.H. Williams III, Phil Winslade | Le festival se déplace à Lille-Centre. Prix Seth Fisher remis à Frank Quitely. |
| 5-6 novembre 2011               | « Le Gymnase »              | 2000                  | Dan Abnett, Mike et Laura Allred, Riccardo Burchielli, Claudio Castellini, Boo Cook, Simon Davis, Rufus Dayglo, Nicolas Demare, Keno Don Rosa, Gary Erskine, Chris Evenhuis, RM Gera, Stéphane Gess, Aurélien Guilbert, Stéphanie Hans, Niko Henrichon, Jonat, MIG & oTTami, Dave Kendall, Barry Kitson, Andy Lanning, Laurent Libessart, Emanuela Lupacchino, Kevin Maguire, Chris Malgrain, Pat Masioni, Peter Milligan, Dustin Nguyen, Romano Molenaar, Guillermo Ortego, Gérald Parel, Declan Shalvey, Richard Starkings, Dylan Teague, Phil Winslade                               | Prix Seth Fisher remis à Don Rosa                                              |
| 6-7 avril 2013                  | Gare de Lille-Saint-Sauveur | 8000[réf. nécessaire] | Jamie Delano, Bicargo, François Boucq, Laurence Campbell (en), Boo Cook (en), Stéphane Créty, Tony Harris, Niko Henrichon, J. G. Jones, Barry Kitson, Peter Milligan, Yanick Paquette, Paul Renaud, Goran Sudžuka (en), TOT | Prix Seth Fisher remis à Tony Harris                                           |
| 6-7 décembre 2014               | Lille Grand Sud             |                       | |                                                                                |
| 24-25 septembre 2016            | Tri Postal                  |                       | |                                                                                |